# Autographa bonaerensis
Autographa bonaerensis là một loài bướm đêm trong họ Noctuidae.